# Constantin Dumitrescu (Boxer)
Constantin Dumitrescu (* 14. März 1931 in Bukarest, Königreich Rumänien) ist ein ehemaliger rumänischer Boxer. Er gewann eine Bronzemedaille im Halbweltergewicht bei den Olympischen Spielen 1956 in Melbourne.

## Karriere
Constantin Dumitrescu begann im Alter von 14 Jahren mit dem Boxsport und wurde von Ion Popa und seinem Vater Gheorghe Dumitrescu bei Dinamo Bukarest trainiert. Nachdem er sich aus dem Wettkampfgeschehen zurückgezogen hatte, wurde er Boxtrainer bei Dinamo, wo er unter anderem Calistrat Cuțov und Simion Cuțov betreute.
Dumitrescu wurde 1955, 1956, 1957, 1958 und 1959 Rumänischer Meister im Halbweltergewicht und gewann eine Bronzemedaille in dieser Gewichtsklasse bei den Olympischen Spielen 1956; nach Siegen gegen Terrence Oung, Hans Petersen und Hwang Ui-gyeong, war er beim Kampf um den Finaleinzug gegen Franco Nenci ausgeschieden.
Zudem war er Teilnehmer der Europameisterschaften 1955 und 1959.